# Manjeri
Manjeri es una ciudad y  municipio situada en el distrito de Malappuram en el estado de Kerala (India). Su población es de 97102 habitantes (2011). Se encuentra a 11 km de Malappuram y a 43 km de Kozhikode

## Demografía
Según el censo de 2011 la población de Manjeri era de 97102 habitantes, de los cuales 47171 eran hombres y 49931 eran mujeres. Manjeri tiene una tasa media de alfabetización del 95.76%, superior a la media estatal del 94%. la alfabetización masculina es del 97,05%, y la alfabetización femenina del 94,55%.